# Andréas Laskarátos (poète)
Andréas Laskarátos (en grec moderne : Ανδρέας Λασκαράτος), né le 1er mai 1811 à Lixoúri et mort le 24 juillet 1901 à Argostóli, est un poète et écrivain grec, représentant de l'école littéraire de l'Heptanèse. Il est excommunié par l'Église grecque orthodoxe en raison du caractère satirique de ses écrits envers de nombreux membres influent du clergé.